# Laetitia Meignan
Laetitia Meignan, född den 25 juni 1960 i Paris, Frankrike, är en fransk judoutövare.
Hon tog OS-brons i damernas halv tungvikt i samband med de olympiska judotävlingarna 1992 i Barcelona.